# Igor Cvitanović
Igor Cvitanović, född 1 november 1970 i Osijek, Jugoslavien (nuvarande Kroatien), är en kroatisk före detta fotbollsspelare.